# SN 2010dz
SN 2010dz – supernowa odkryta 31 maja 2010 roku w galaktyce A135044+1703. W momencie odkrycia miała maksymalną jasność 18,10m.